# Bellator 48
 Bellator XLVIII  foi um evento de artes marciais mistas organizado pelo Bellator Fighting Championships, ocorrido em 20 de agosto de 2011 no Mohegan Sun Arena em Uncasville, Connecticut. O card fez parte da Temporada Inaugural de Verão do Bellator e a final do Torneio de Penas da Temporada. O evento foi transmitido ao vivo na MTV2.

## Background
O evento contou com a Final do Torneio de oito lutadores dos Penas da Temporada de Verão.
John Clarke era esperado para enfrentar Dan Cramer, porém uma lesão forçou Clarke a sair da luta. Jeff Nader foi chamado para substituir Clarke.
O evento acumulou aproximadamente 226,000 telespectadores na MTV2.